# Rabenovac
Rabenovac (cyr. Рабеновац) – wieś w Serbii, w okręgu pomorawskim, w gminie Rekovac. W 2011 roku liczyła 92 mieszkańców.